# Mildred Davis
Mildred Davis (Philadelphia, (Pensilvània), 22 de febrer de 1901– Santa Monica, (Califòrnia) 18 d'agost de 1969) va ser una actriu de cinema mut especialitzada en rols de noia innocent i seriosa en comèdies.

## Biografia
Mildred Hillary Davis va néixer el 1901 a Philadelphia, filla de Howard Beckett Davis, i va estudiar a la Friends School d’aquella ciutat. Acabats els estudis va viatjar a Los Angeles amb l'esperança d'aconseguir un paper en una pel·lícula. Després d’aparèixer en diversos papers menors el 1919 va ser escollida per la Hal Roach, que buscava una actriu per substituir Bebe Daniels per fer de parella cinematogràfica de Harold Lloyd en veure la seva actuació a A "Weaver of Dreams" (1918). Va ser difícil però localitzar-la ja que l’actriu, desil·lusionada del cinema havia decidit abandonar i traslladar-se a Tacoma. Les proves convenceren l’actor i el productor i primer li donaren alguns papers menors per anar-la entrenant. La primera pel·lícula que van protagonitzar junts va ser el curtmetratge “From Hand to Mouth” (1919) però després protagonitzaries junts 14 pel·lícules junts.
El 10 de febrer de 1923 es va casar amb Lloyd en una petita església de Hollywood. Després del seu matrimoni, l’actor va anunciar que Davis no apareixeria en cap més pel·lícula. Després de molt insistir, l’actriu va aconseguir poder actuar “Too Many Crooks” (1927), produïda pel seu marit, però després ja no va tornar a actuar. El matrimoni va tenir dos fills, Gloria i Harold Lloyd Jr i va adoptar una altra noia, Peggy.
La parella va romandre molt unida tota la seva vida. El seu germà va ser l'actor Jack Davis, un dels actors infantils de “Our Gang”, i després un destacat metge de Beverly Hills. Davis va morir d'un infart de miocardi després d'una sèrie d'ictus a Santa Mònica el 1969.

## Filmografia
- Marriage a la Carte (1916)
- What'll We Do with Uncle? (1917)
- Fighting Mad (1917)
- Bud's Recruit (1918)
- A Weaver of Dreams (1918)
- All Wrong (1919)
- Start Something
- All at Sea (1919)
- Call for Mr. Caveman (1919)
- Giving the Bride Away (1919)
- Order in the Court (1919)
- It's a Hard Life (1919)
- How Dry I Am (1919)
- Looking for Trouble (1919)
- Tough Luck (1919)
- The Floor Below (1919)
- From Hand to Mouth (1919)
- Red Hot Hottentotts (1920)
- Why Go Home? (1920)
- His Royal Slyness (1920)
- Getting His Goat (1920)
- Haunted Spooks (1920)
- An Eastern Westerner (1920)
- High and Dizzy, regia di Hal Roach (1920)
- Get Out and Get Under (1920)
- Number, Please? (1920)
- Now or Never (1921)
- Among Those Present (1921)
- I Do (1921)
- A Sailor-Made Man (1921)
- Never Weaken (1921)
- Humor Risk (1921)
- Grandma's Boy (1922)
- Doctor Jack (1922)
- Safety Last! (1923)
- Temporary Marriage (1923)
- Condemned (1923)
- Too Many Crooks (1927)